# 部室

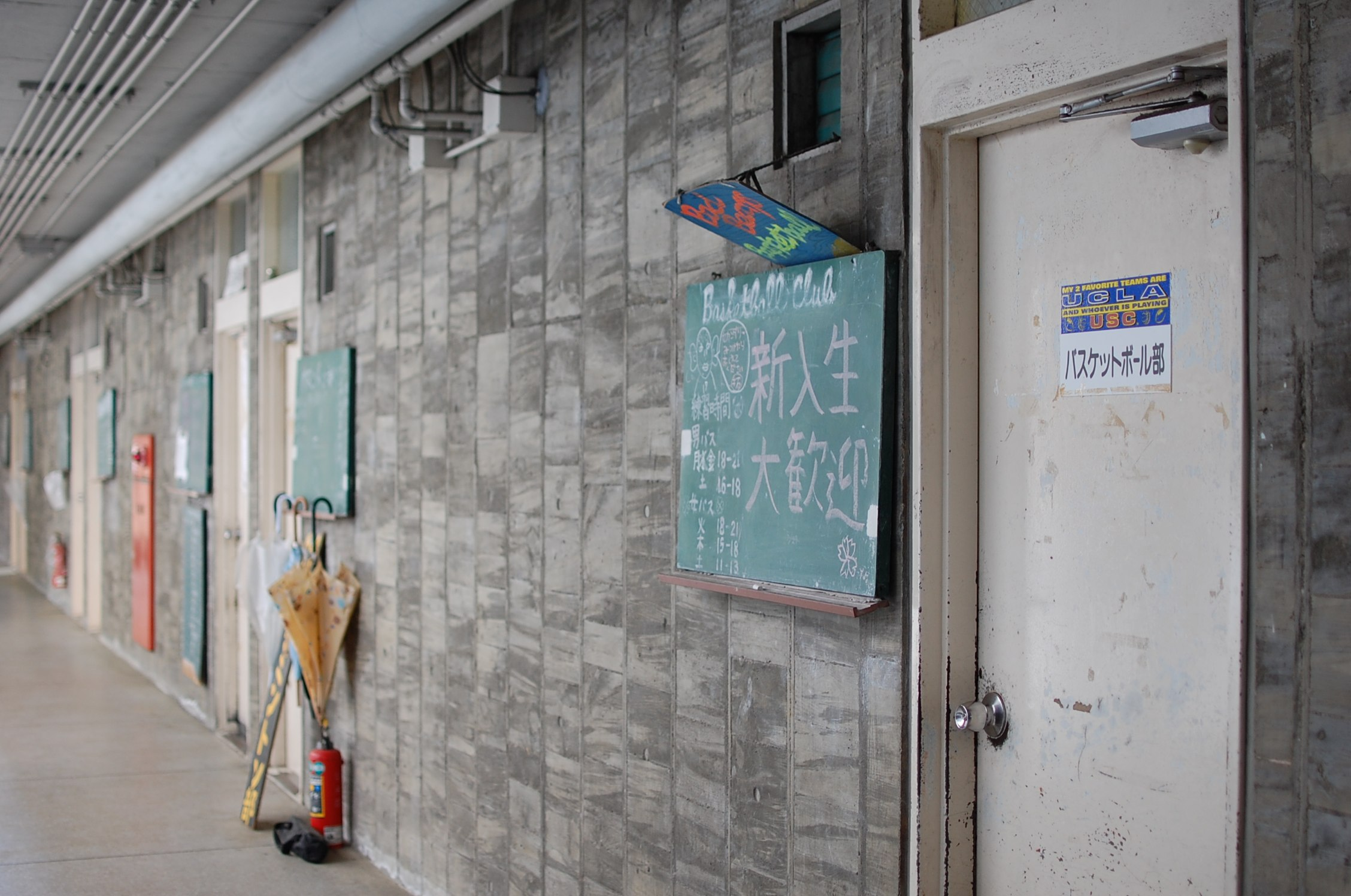
京大バスケットボール部の部室

部室（ぶしつ、英語 clubrooms）は、学校などで主に部活動などの各在学生団体に対して専用に割り振られる部屋のこと。また、部室を束ねて学校の敷地内に建てられた建物を部室棟（ぶしつとう、英語 clubrooms buildings）と呼ぶ。部室は、元々部活動を行う団体に割り当てられる部屋をいうが、転じて部活動以外の在学生団体に割り当てられる部屋も含めていうこともある。

## 概要
部室は、通例 文化部と運動部の双方に割り当てられ、一部においては運動部のみに割り当てられる場合がある。運動部が優先されるケースは、日本では運動部が先に発達したことと、運動部の活動に使用する用具などを校内運動場（校庭）の近くの部屋に保管しておく必要性があることの2つの理由があるとされている。部室は、倉庫、休憩室、事務所などとして用いられる他、運動部では更衣室としての役割も担う。文化部の部室は、吹奏楽・管弦楽・演劇等の芸術系の場合、練習場としての部室（音楽室を流用するケースもある）と、楽器や大道具・小道具・衣装等の保管庫、楽譜や台本類の書庫など、大小複数の部室が存在することもあり、これらをまとめて「……部・部室」と認識・呼称することもある。
部室には、たいてい蛍光灯などの照明があり、また一般的に電源コンセントは備え付けられている。しかし、水道、ガス、電話、通信回線（LANなど）を備えているものは少ない。活動場所を十分に確保できない小規模な文化部などでは、部室は重要な活動拠点であり、部室の設備拡充が望まれることも多いが、多くの学校では部活動は課外活動であるので、部室設備が拡充されることは少ない。ただし例外としてOB等が学校の近辺のアパートなどを借りて現役生に提供する部室が少ないが存在する。
別棟として存在する部室（部室棟）と、校舎内に存在する部室があり、その両方が混在するケースも多い。

## 部室棟

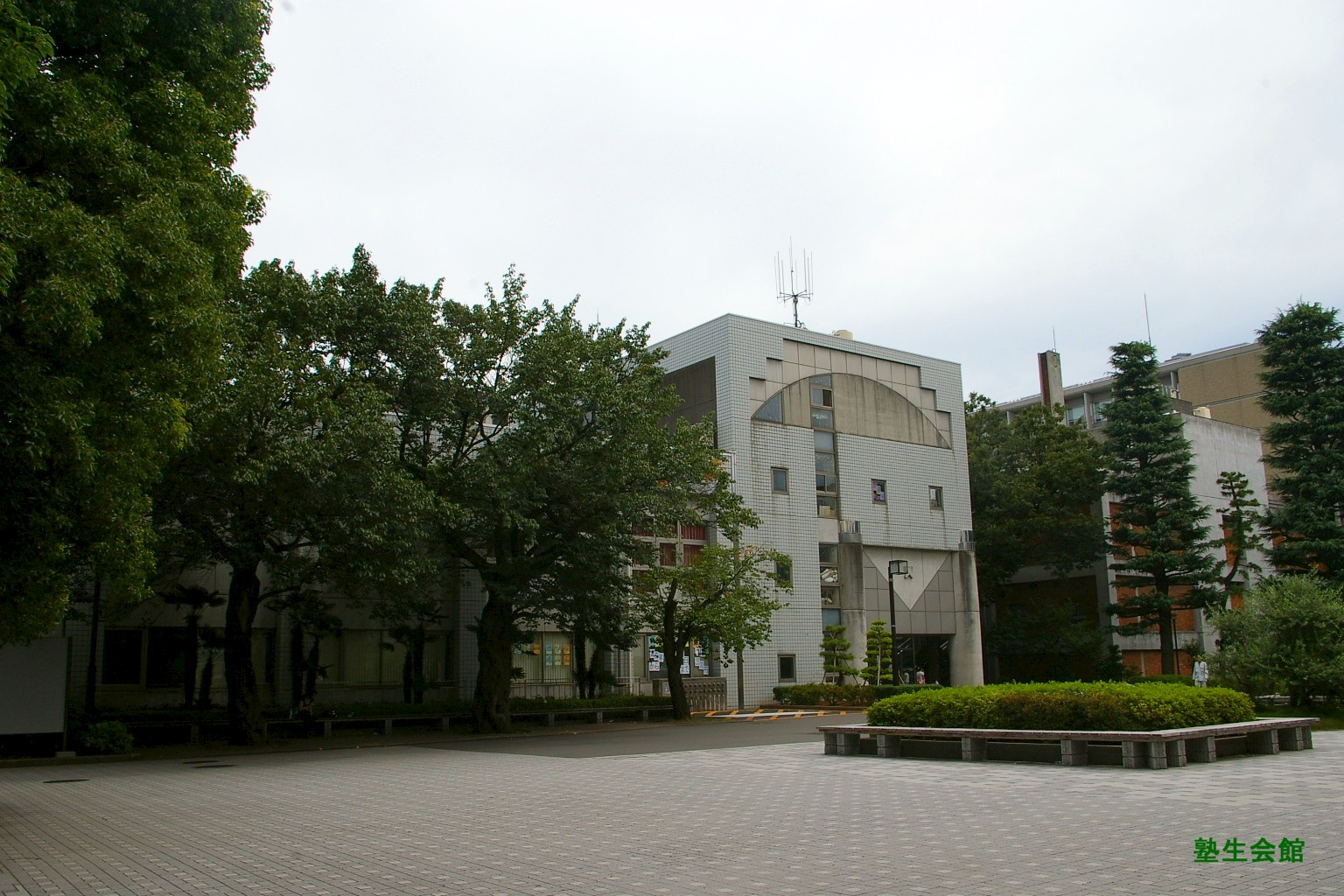
慶應義塾大学塾生会館（日吉）

部室棟は、学校などに設けられ、また大学などで部室以外の厚生施設を備えている場合は、特に学生会館（がくせいかいかん、英語 students' hall）ということもある。学生寮に設けられている場合もある。一般的に、中学校、高等学校、中等教育学校などの中等教育以上の諸学校にはたいてい部室棟が設けられる。課外活動のための施設であるためか、学校内のはずれに建てられることが多い。部室棟の規模は、各学校によって大きく異なるが、だいたい学生・生徒100人あたりに対して1部屋程度は、設けられていることが多い。生徒会室、学生自治会室も部室棟に設けられることもあり、通常の部室に比べて、部屋の広さ、電源容量などが優遇されていることが多い。
なお、大学などの学生会館においては、共用で便所、給湯設備、自動販売機、公衆電話などが設けられることがある。そのほかにも学生会館内の学生自治会室には、専用電話や情報コンセント（イーサネット端子）などが設けられることがある。

## 部室の管理・監督
部室は、一般的には、教師・教授など生徒以外の者の立ち入りが必要上行われないため、学校側の監視・監督が届きにくい。このため、特に中学校、高等学校などでは、未成年の生徒による喫煙などの問題が起きることがある。また、団体内部でのいじめが部室で行われる場合もあり、生徒指導などで考慮しなければならないといわれている。しかし、安易に部室内で行われることを厳格に監視することは生徒の自治精神を育むことと緊張関係があり、その指導の難しさが指摘される。
なお、教育段階を問わず、多くの学校では、「部室（棟）使用規則」「部室（棟）管理規則」などが定められ、部室での火気使用の制限、電源容量の制限、使用時間の制限、部外者の立ち入り制限などを定めている。部室に関する制限の身近な例としては、故意または過失によってブレーカーを落としてはならず、落とした場合には罰則が科されることなどがある。（この場合は、部屋ごとに簡易ブレーカーがないとき。）